# SIL Open Font License
SIL Open Font License (OFL) は、国際SILが自身で開発や支援を行っているUnicodeフォントに対して使用するために定義されたオープンソースライセンスである。OFLは主要なフォントライセンスの一つであり、フォントの埋め込み、または「バンドル」を商業利用内においても許可している。
このライセンスはフリーソフトウェア財団 (FSF) によって自由ソフトウェアライセンスであると認定されている。

## 歴史
OFLは、国際SILの社員であるヴィクター・ゴールトニーとニコラ・スパリンガーによって作成された。ゴールトニーは以前にGentiumフォントをデザインしており、既存のフォントライセンスに満足していなかった。  
OFLは、Gentium Plus、Charis SIL、Andikaを含むSILの多くのUnicodeフォントで使用するために設計された。ライセンスは2005年から2007年の間「公開レビュー」段階にあり、2007年2月にバージョン1.1が公開された。  
OFLのリリース以前、Bitstream Veraフォントは2003年にほぼ同じ条件の下で公開されていた。  
OFLはデザイナーの間で人気があり、多くのオープンソースフォントがOFLを使用している。また、アメリカ政府が作成したフォントのライセンスとしても使用された。

## 要件
OFLは自由ソフトウェアライセンスであり、そのためフォントの使用、改変、配布が自由に許可されている。ただし、 コピーレフトライセンスであるため、生成されたフォントもOFLの下にある必要がある。また、GPLと両立しないライセンスとしてFSFから分類されており、SILやFSFはフォント以外のコンテンツに対して適用することを推奨していない。
著作権者はフォントの名称を「予約フォント名」として宣言することができ、改変されたバージョンはその名称を使用できない（ウェブフォントのサブセット化を含む）。このライセンスは対象となるフォントの文書への自由な埋め込みを、いかなる条件の下でも許可している。
このライセンスはフリーソフトウェア財団（FSF）およびDebianプロジェクトによって自由なライセンスと見なされている。OFLフォントを単独で販売することは認められないが、アプリケーションに同梱する場合やフォント集など他のフォントやソフトウェアも含まれる場合は販売できる。したがって、Hello worldのような簡易なプログラムであっても同梱することで回避できるため、FSFが自由ソフトウェアライセンスと公認するにあたり無害な制約と判断された。